# ČT sport
A ČT Sport (2006-tól 2008-ig ČT4 Sport, 2008-tól 2012-ig ČT4) a Cseh Televízió által működtetett cseh nemzeti sportcsatorna.
A csatorna 2006. február 10-én kezdett műsort sugározni. Tematikailag hasonlít a magyar M4 Sporthoz.
A csatorna elérhető a földi DVB-T szabványban SD-ben, DVB-T2 szabványban HD-ben és SD-ben, valamint műholdas sugárzásban SD felbontásban.

## Korábbi logók